# Kap Marchesi
Kap Marchesi ist ein Kap am nordöstlichen Ausläufer der Smyley-Insel vor der English-Küste des westantarktischen Ellsworthlands. Es markiert die östliche Grenze der Trathan-Küste und die südliche Begrenzung der Einfahrt zur Ronne Entrance.
Das UK Antarctic Place-Names Committee benannte es 2010 nach Victor Aloysius John Baptist Marchesi (1914–2006), Kapitän des britischen Forschungsschiffs William Scoresby von 1943 bis 1947.